# Супер Пёс и Турбо Кот
«Супер Пёс и Турбо Кот» (англ. StarDog and TurboCat) — это британский компьютерно-анимированный фэнтези-фильм о супергероях 2019 года, созданный компаниями Head Gear Films, Screen Yorkshire, Kaleidoscope Film Distribution и Red Star 3D. Режиссёр — Бен Смит. В озвучании мультфильма приняли участие Ник Фрост, Люк Эванc, Джемма Артертон, Билл Найи, Бен Бэйли Смит, Чарли Дамелио и Кори Инглиш.

## Сюжет
В 1969 году отважный щенок «Бадди», отправившийся в приключение в далекую вселенную в космической капсуле, потерпел крушение на Земле Гленфилд через 50 лет после неожиданной аварии. Но в отличие от прошлого, когда отношения между животными и людьми стали враждебными, «Бадди» изо всех сил пытается найти хозяина, а затем встречает ультрасовременного умного героя Турбо Кот…! До того дня, когда люди снова полюбят животных! Смогут ли Супер Пёс «Бадди» и Турбо Кот «Феликс» защитить животных и найти их хозяев?